# Museo Guillermo Spratling
El Museo Guillermo Spralting es un museo con la colección privada de Guillermo Spratling, coleccionista de piezas prehispánicas, reproducciones y objetos originales arqueológicos e históricos.
Spratling vivió en Taxco desde 1929, trabajó con plateros de Iguala. En 1953 fue distinguido como hijo predilecto de la ciudad. Fue caricaturista, aviador, escritor, horticultor e incluso una de las calles de Taxco fue bautizada con su nombre.
El coleccionismo lo inició por Diego Rivera y logró reunir una gran colección la cual donó una parte en 1960 a la UNAM, en 1963 cedió otra parte de su colección al Museo Nacional de Antropología, para su inauguración. 
Al fallecer, en 1967, el resto del acervo, más de dos mil piezas, pasó a manos de la población de Taxco de acuerdo a su testamento. El 27 de junio de 1975 se inauguró el museo que lleva su nombre, el cual exhibe objetos arqueológicos de cinco regiones culturales de Mesoamérica, así como una muestra de la producción orfebre y lapidaria estilo Mezcala de Nayarit, Colima, Guerrero y la Huasteca potosina.